# John Cygan
Pour les articles homonymes, voir Cygan.
John Cygan est un acteur américain, né le 27 avril 1954 à New York et mort le 13 mai 2017.

## Filmographie

### Cinéma
- 1993 : Crow's Nest : Mike Corssetti
- 2002 : La Planète au trésor, un nouvel univers (Treasure Planet) : Additional Voice (voix)

### Télévision
- 1990 : Jamais deux sans trois (série télévisée)
- 1991 : L'As de la crime ("The Commish") (série télévisée) : Detective Paulie Pentangeli (1991-1992; 1994-1995)
- 1992 : Bob (série télévisée) : Harlan Stone
- 1994 : X-Files : Aux frontières du réel : Sheriff Spencer
- 1995 : The Commish: In the Shadow of the Gallows (TV) : Detective Paulie Pentangeli
- 1996 : Frasier : Doug Harvey
- 1998 : Diagnostic : Meurtre : Dr Davis Embry
- 1998 : The Hughleys (en) : Officer
- 2002 : New York Police Blues : Tommy

## Ludographie
- 1996 : Star Wars: Shadows of the Empire : Dash Rendar
- 2000 : Grandia II : Melfice/Cilent/Brother 1
- 2001 : Metal Gear Solid 2: Sons of Liberty : Solidus Snake
- 2004 : EverQuest II : Concordium